# Campeonato Mundial de Basquetebol Masculino de 1994
O Campeonato Mundial de Basquetebol Masculino de 1994 foi a 12ª edição do Campeonato Mundial de Basquetebol. Foi disputado no Canadá de 4 a 14 de agosto de 1994, organizado pela Federação Internacional de Basquetebol (FIBA) e pela Federação Canadense de Basquetebol. O torneio foi realizado no SkyDome e no Maple Leaf Gardens em Toronto, além do Copps Coliseum em Hamilton. O direito de ser sede havia sido originalmente de Belgrado, Iugoslávia, mas após o embargo comercial proposto pelas Nações Unidas contra o país dos bálcãs, Toronto surgiu como uma opção em 1992.

## Locais de Competição
Três ginásios foram usados durante o torneio:
| Toronto            | Toronto            | Hamilton           |
| ------------------ | ------------------ | ------------------ |
| SkyDome            | Maple Leaf Gardens | Copps Coliseum     |
| Capacidade: 28,708 | Capacidade: 16,538 | Capacidade: 18,436 |
|                    |                    |                    |

## Equipes Participantes
As seguintes seleções participaram:
FIBA África (2)
- Angola
- Egito

FIBA Ásia (2)
- China
- Coreia do Sul

FIBA Américas (4+2)
- Argentina
- Brasil
- Canadá (País-Sede)
- Cuba
- Porto Rico
- Estados Unidos (Campeão Olímpico)

FIBA Oceania (1)
- Austrália

FIBA Europa (5)
- Croácia
- Alemanha
- Grécia
- Rússia
- Espanha

## Fase Preliminar
Os dois primeiros de cada grupo continuam na disputa por medalhas.

### Grupo A
| Time           | Pts | J | V | D | PP  | PC  | SP  |
| -------------- | --- | - | - | - | --- | --- | --- |
| Estados Unidos | 6   | 3 | 3 | 0 | 352 | 259 | +93 |
| China          | 5   | 3 | 2 | 1 | 252 | 301 | -49 |
| Espanha        | 4   | 3 | 1 | 2 | 249 | 260 | -11 |
| Brasil         | 3   | 3 | 0 | 3 | 242 | 275 | -33 |

4 de agosto de 1994
| Estados Unidos | 115–100 | Espanha |
| China          | 97–93   | Brasil  |

5 de agosto de 1994
| Brasil         | 67–73  | Espanha |
| Estados Unidos | 132–77 | China   |

7 de agosto de 1994
| Espanha        | 76–78  | China  |
| Estados Unidos | 105–82 | Brasil |

### Grupo B
| Time          | Pts | J | V | D | PP  | PC  | SP  |
| ------------- | --- | - | - | - | --- | --- | --- |
| Croácia       | 6   | 3 | 3 | 0 | 272 | 187 | +85 |
| Austrália     | 5   | 3 | 2 | 1 | 249 | 255 | -6  |
| Cuba          | 4   | 3 | 1 | 2 | 244 | 257 | -13 |
| Coreia do Sul | 3   | 3 | 0 | 3 | 217 | 283 | -66 |

4 de agosto de 1994
| Austrália | 87–85 | Coreia do Sul |
| Croácia   | 85–65 | Cuba          |

5 de agosto de 1994
| Croácia | 104–53 | Coreia do Sul |
| Cuba    | 87–93  | Austrália     |

6 de agosto de 1994
| Cuba    | 92–79 | Coreia do Sul |
| Croácia | 83–69 | Austrália     |

### Grupo C
| Time      | Pts | J | V | D | PP  | PC  | SP  |
| --------- | --- | - | - | - | --- | --- | --- |
| Rússia    | 6   | 3 | 3 | 0 | 251 | 205 | +46 |
| Canadá    | 5   | 3 | 2 | 1 | 240 | 198 | +42 |
| Argentina | 4   | 3 | 1 | 2 | 204 | 234 | -30 |
| Angola    | 3   | 3 | 0 | 3 | 186 | 244 | -58 |

4 de agosto de 1994
| Canadá | 83–52 | Angola    |
| Rússia | 84–64 | Argentina |

5 de agosto de 1994
| Canadá | 91–73 | Argentina |
| Rússia | 94–75 | Angola    |

6 de agosto de 1994
| Argentina | 67–59 | Angola |
| Rússia    | 73–66 | Canadá |

### Grupo D
| Time       | Pts | J | V | D | PP  | PC  | SP  |
| ---------- | --- | - | - | - | --- | --- | --- |
| Porto Rico | 5   | 3 | 2 | 1 | 248 | 219 | +29 |
| Grécia     | 5   | 3 | 2 | 1 | 201 | 183 | +18 |
| Alemanha   | 5   | 3 | 2 | 1 | 217 | 198 | +19 |
| Egito      | 3   | 3 | 0 | 3 | 183 | 249 | -66 |

4 de agosto de 1994
| Grécia     | 68–58  | Alemanha |
| Porto Rico | 102–74 | Egito    |

5 de agosto de 1994
| Grécia     | 69–53 | Egito    |
| Porto Rico | 74–81 | Alemanha |

7 de agosto de 1994
| Alemanha   | 78–56 | Egito  |
| Porto Rico | 72–64 | Grécia |

## Segunda Fase
Os dois primeiros dos grupos A e B avançam à disputa por medalhas.

### Grupo A
| Time           | Pts | J | V | D | PP  | PC  | SP   |
| -------------- | --- | - | - | - | --- | --- | ---- |
| Estados Unidos | 6   | 3 | 3 | 0 | 375 | 251 | +124 |
| Rússia         | 5   | 3 | 2 | 1 | 298 | 272 | +26  |
| Austrália      | 4   | 3 | 1 | 2 | 244 | 314 | -70  |
| Porto Rico     | 3   | 3 | 0 | 3 | 249 | 329 | -80  |

9 de agosto de 1994
| Rússia         | 101–85 | Porto Rico |
| Estados Unidos | 103–74 | Austrália  |

10 de agosto de 1994
| Porto Rico | 83–134 | Estados Unidos |
| Austrália  | 76–103 | Rússia         |

11 de agosto de 1994
| Austrália | 94–81 | Porto Rico |

12 de agosto de 1994
| Estados Unidos | 111–94 | Rússia |

### Grupo B
| Time    | Pts | J | V | D | PP  | PC  | SP  |
| ------- | --- | - | - | - | --- | --- | --- |
| Croácia | 6   | 3 | 3 | 0 | 278 | 189 | +89 |
| Grécia  | 5   | 3 | 2 | 1 | 206 | 213 | -7  |
| Canadá  | 4   | 3 | 1 | 2 | 222 | 224 | -2  |
| China   | 3   | 3 | 0 | 3 | 192 | 272 | -80 |

8 de agosto de 1994
| Grécia  | 74–71  | Canadá |
| Croácia | 105–73 | China  |

10 de agosto de 1994
| Canadá | 61–92 | Croácia |
| China  | 61–77 | Grécia  |

11 de agosto de 1994
| China | 58–90 | Canadá |

12 de agosto de 1994
| Croácia | 81–55 | Grécia |

### Grupo C
| Time          | Pts | J | V | D | PP  | PC  | SP  |
| ------------- | --- | - | - | - | --- | --- | --- |
| Espanha       | 6   | 3 | 3 | 0 | 264 | 179 | +85 |
| Argentina     | 5   | 3 | 2 | 1 | 266 | 221 | +45 |
| Coreia do Sul | 4   | 3 | 1 | 2 | 229 | 284 | -55 |
| Egito         | 3   | 3 | 0 | 3 | 199 | 274 | -75 |

8 de agosto de 1994
| Argentina | 91–66 | Egito         |
| Espanha   | 98–57 | Coreia do Sul |

9 de agosto de 1994
| Egito         | 52–94  | Espanha   |
| Coreia do Sul | 83–105 | Argentina |

11 de agosto de 1994
| Coreia do Sul | 89–81 | Egito     |
| Espanha       | 72–70 | Argentina |

### Grupo D
| Time     | Pts | J | V | D | PP  | PC  | SP  |
| -------- | --- | - | - | - | --- | --- | --- |
| Alemanha | 6   | 3 | 3 | 0 | 268 | 226 | +42 |
| Brasil   | 4   | 3 | 1 | 2 | 236 | 251 | -15 |
| Angola   | 4   | 3 | 1 | 2 | 226 | 239 | -13 |
| Cuba     | 4   | 3 | 1 | 2 | 225 | 239 | -14 |

8 de agosto de  1994
| Alemanha | 86–76 | Angola |
| Cuba     | 76–82 | Brasil |

9 de agosto de 1994
| Brasil | 76–96 | Alemanha |
| Angola | 71–75 | Cuba     |

11 de agosto de 1994
| Cuba   | 74–86 | Alemanha |
| Brasil | 78–79 | Angola   |

## Fase Final

### 1º ao 4º lugar
|  | Semifinais           | Semifinais           |     |                      | Final                | Final |  |
|  |                      |                      |     |                      |                      |       |  |
|  | 13 de agosto de 1994 |                      |     |                      |                      |       |  |
|  | Rússia               | 66                   |     |                      |                      |       |  |
|  | Croácia              | 64                   |     |                      |                      |       |  |
|  |                      |                      |     |                      |                      |       |  |
|  |                      |                      |     |                      | 14 de agosto de 1994 |       |  |
|  |                      |                      |     |                      | Rússia               | 91    |  |
|  |                      | Estados Unidos       | 137 |                      |                      |       |  |
|  |                      |                      |     |                      |                      |       |  |
|  |                      |                      |     |                      |                      |       |  |
|  |                      |                      |     |                      | Disputa do Bronze    |       |  |
|  | 13 de agosto de 1994 | 13 de agosto de 1994 |     | 14 de agosto de 1994 | 14 de agosto de 1994 |       |  |
|  | Grécia               | 58                   |     | Croácia              | 78                   |       |  |
|  | Estados Unidos       | 97                   |     |                      | Grécia               | 60    |  |

### 5º ao 8º lugar
|  | 5º ao 8º lugar       | 5º ao 8º lugar       |    |                      | 5º lugar             | 5º lugar |  |
|  |                      |                      |    |                      |                      |          |  |
|  | 13 de agosto de 1994 |                      |    |                      |                      |          |  |
|  | Austrália            | 95                   |    |                      |                      |          |  |
|  | China                | 57                   |    |                      |                      |          |  |
|  |                      |                      |    |                      |                      |          |  |
|  |                      |                      |    |                      | 14 de agosto de 1994 |          |  |
|  |                      |                      |    |                      | Austrália            | 96       |  |
|  |                      | Porto Rico           | 83 |                      |                      |          |  |
|  |                      |                      |    |                      |                      |          |  |
|  |                      |                      |    |                      |                      |          |  |
|  |                      |                      |    |                      | 7º lugar             |          |  |
|  | 13 de agosto de 1994 | 13 de agosto de 1994 |    | 14 de agosto de 1994 | 14 de agosto de 1994 |          |  |
|  | Porto Rico           | 85                   |    | China                | 76                   |          |  |
|  | Canadá               | 82                   |    |                      | Canadá               | 104      |  |

### 9º ao 12º lugar
|  | Class9º ao 12º lugar | Class9º ao 12º lugar |    |                      | 9º lugar             | 9º lugar |  |
|  |                      |                      |    |                      |                      |          |  |
|  | 12 de agosto de 1994 |                      |    |                      |                      |          |  |
|  | Espanha              | 90                   |    |                      |                      |          |  |
|  | Brasil               | 85                   |    |                      |                      |          |  |
|  |                      |                      |    |                      |                      |          |  |
|  |                      |                      |    |                      | 13 de agosto de 1994 |          |  |
|  |                      |                      |    |                      | Espanha              | 65       |  |
|  |                      | Argentina            | 74 |                      |                      |          |  |
|  |                      |                      |    |                      |                      |          |  |
|  |                      |                      |    |                      |                      |          |  |
|  |                      |                      |    |                      | 11º lugar            |          |  |
|  | 12 de agosto de 1994 | 12 de agosto de 1994 |    | 13 de agosto de 1994 | 13 de agosto de 1994 |          |  |
|  | Argentina            | 85                   |    | Brasil               | 93                   |          |  |
|  | Alemanha             | 71                   |    |                      | Alemanha             | 71       |  |

### 13º ao 16º lugar
|  | 13º ao 16º lugar     | 13º ao 16º lugar     |    |                      | 13º lugar            | 13º lugar |  |
|  |                      |                      |    |                      |                      |           |  |
|  | 12 de agosto de 1994 |                      |    |                      |                      |           |  |
|  | Coreia do Sul        | 75                   |    |                      |                      |           |  |
|  | Angola               | 71                   |    |                      |                      |           |  |
|  |                      |                      |    |                      |                      |           |  |
|  |                      |                      |    |                      | 13 de agosto de 1994 |           |  |
|  |                      |                      |    |                      | Coreia do Sul        | 76        |  |
|  |                      | Egito                | 69 |                      |                      |           |  |
|  |                      |                      |    |                      |                      |           |  |
|  |                      |                      |    |                      |                      |           |  |
|  |                      |                      |    |                      | 15º lugar            |           |  |
|  | 12 de agosto de 1994 | 12 de agosto de 1994 |    | 13 de agosto de 1994 | 13 de agosto de 1994 |           |  |
|  | Egito                | 69                   |    | Angola               | 67                   |           |  |
|  | Cuba                 | 54                   |    |                      | Cuba                 | 75        |  |

## Prêmios
| MVP              |
| ---------------- |
| Shaquille O'Neal |

### Seleção do Campeonato
- Sergei Bazarevich
- Reggie Miller
- Shawn Kemp
- Dino Radja
- Shaquille O'Neal

## Maiores Pontuadores (Média por Jogo)
1. Andrew Gaze 23.8
2. Dino Radja 22.3
3. Paulinho Villas Boas 19.4
4. Arijan Komazec 19.3
5. Hur Jae 19.3
6. Moon Kyung-Eun 19
7. Richard Matienzo 18.8
8. Shaquille O'Neal 18
9. Marcelo Nicola 17.7
10. Reggie Miller 17.1

## Classificação Final
| Posição | Time           | Desempenho |
| ------- | -------------- | ---------- |
| 1       | Estados Unidos | 8-0        |
| 2       | Rússia         | 6-2        |
| 3       | Croácia        | 7-1        |
| 4       | Grécia         | 4-4        |
| 5       | Austrália      | 5-3        |
| 6       | Porto Rico     | 3-5        |
| 7       | Canadá         | 4-4        |
| 8       | China          | 2-6        |
| 9       | Argentina      | 5-3        |
| 10      | Espanha        | 5-3        |
| 11      | Brasil         | 2-6        |
| 12      | Alemanha       | 5-3        |
| 13      | Coreia do Sul  | 3-5        |
| 14      | Egito          | 1-7        |
| 15      | Cuba           | 3-5        |
| 16      | Angola         | 1-7        |